# Розбирання яловичої туші
Розбирання яловичої туші — процес обробки (перероблення) туші великої рогатої худоби для одержання яловичини різної кулінарної якості.
При обробленні виконуються такі операції:
- розрубування — розділення туші на частини;
- обвалювання — видалення кісток;
- зачищення — видалення сухожиль, хрящів, плівок і жиру.

## Оброблення туші

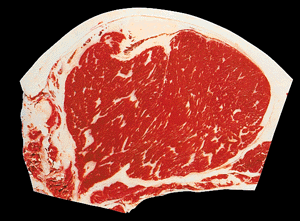

У різних країнах, державах і регіонах застосовуються різні схеми розрубування туші, виходячи з кулінарних і культурних особливостей в конкретній країні й навіть в регіоні.

Схеми розбирання яловичої туші в різних країнах, державах і регіонах
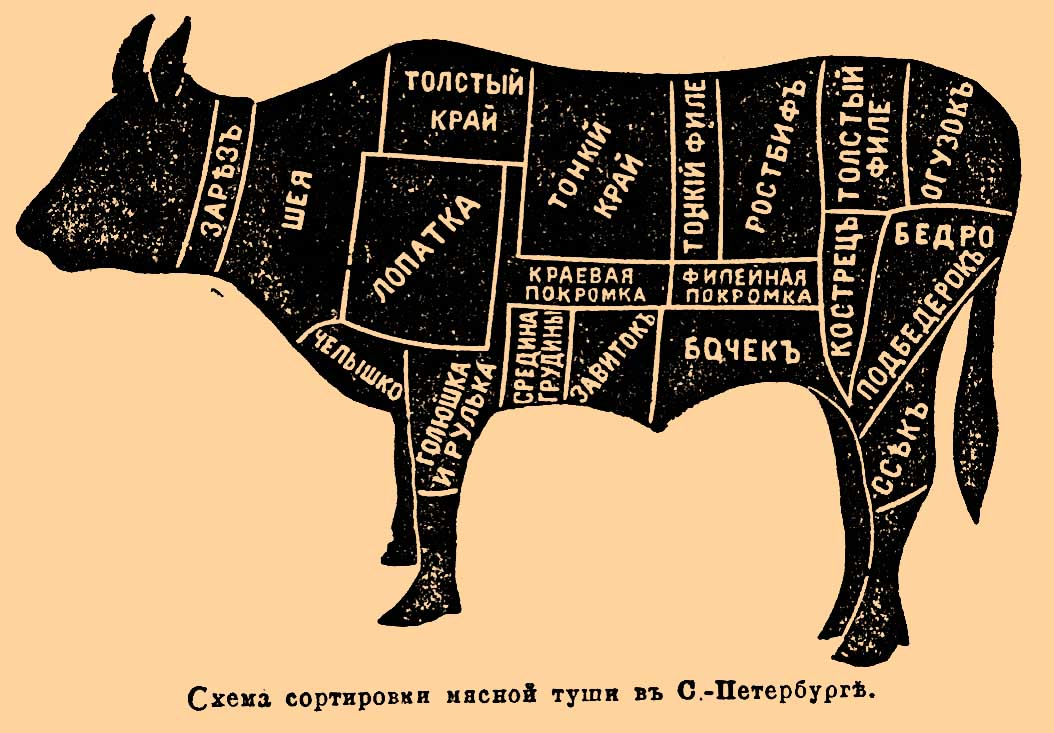
Схема сортування м'ясної туші ВРХ у С.-Петербурзі, Російської імперії, ілюстрація в ЕСБЄ.
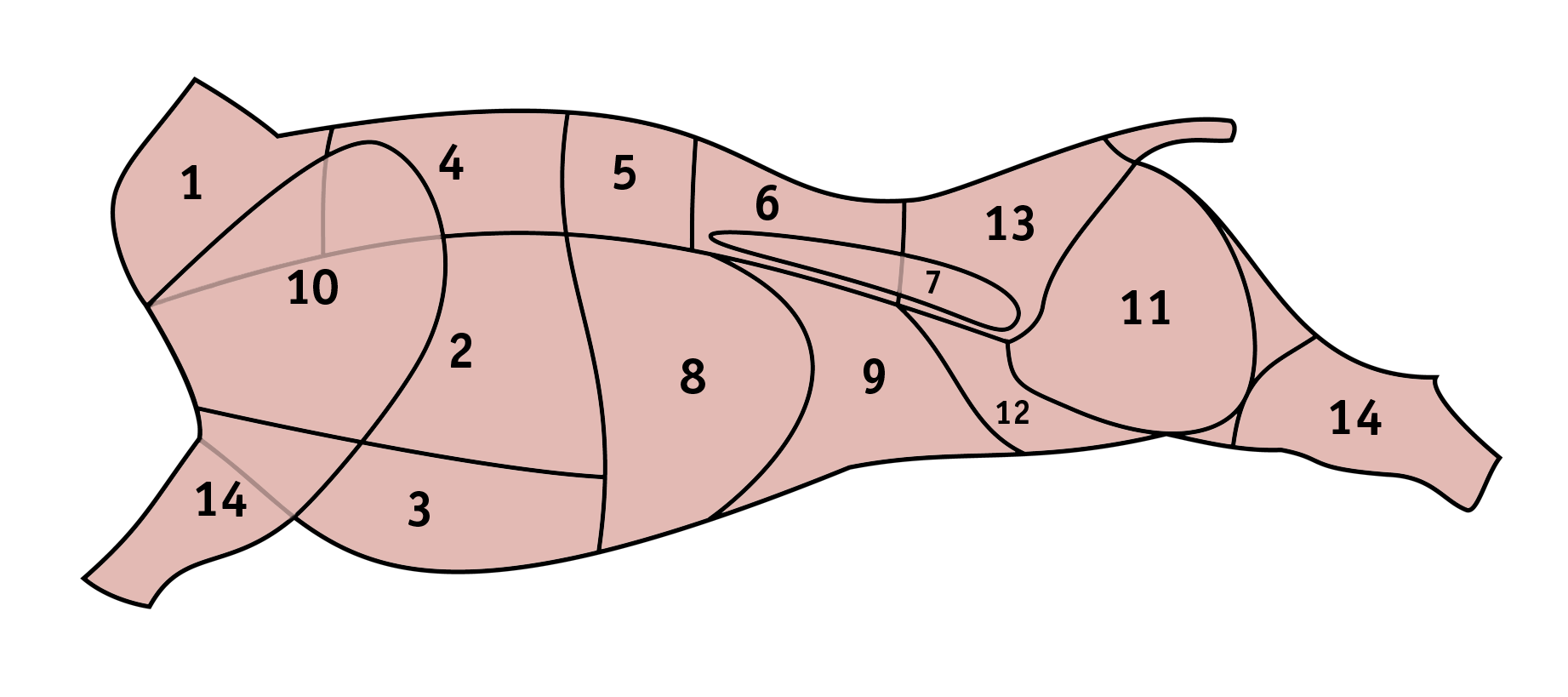
Республіки колишнього СРСР: 1 — шия; 2 — ребра; 3 — грудинка; 4 — товстий край; 5 — тонкий край, поперекова; 6 — оковалок; 7 — вирізка; 8 — пружок; 9 — очеревина, фланк; 10 — лопатка; 11 — стегно; 12 — пахвина; 13 — куприк; 14 — голінка.
Велика Британія.
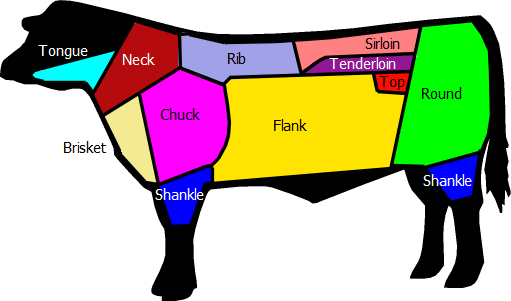
Нідерланди.
Сполучені Штати Америки.